# Jon Lord
John Douglas Lord (9. juni 1941 – 16. juli 2012) var en engelsk komponist, keyboard-, klaver- og hammondorgel-spiller, der var kendt for at fusionere rock med klassisk og barokmusik. Han var mest kendt fra det britiske hard rock-band Deep Purple, som han var med til at danne i 1968. Han var medlem af Deep Purple fra 1968-1976 og igen fra 1984-2001 og han samarbejdede med de andre medlemmer af bandet om mange af gruppens mest populære sange. Han og trommeslageren Ian Paice var de eneste medlemmer, der kontinuerligt var en del af bandet fra 1968-1976. Han har desuden været medlem af The Artwoods, Paice Ashton Lord, Whitesnake og The Flower Pot Men.
D. 11. november 2010 blev han udnævnt til adjungeret professor på Stevenson College i Edinburgh, Skotland og d. 15. juli 2011 blev han æresdoktor i musik på University of Leicester.

## Opvækst og tidligt liv

### Opvækst i Leicester
Lord blev født i Leicester den 9. juni 1941, som søn af af Miriam (1912-1995, født Hudson) og Reginald Lord. Han modtog undervisning i klassisk klaver fra en alder af fem, og denne indflydelse skinnede igennem på meget af hans arbejde senere i livet. Han var især inspireret af Johann Sebastian Bach, middelalderlig populærmusik og Edward Elgars traditionsrige engelske musik. Han gik på Wyggeston Grammar School for Boys og fik topkarakterer i musik, hvorefter han arbejdede som kontorassistent på et advokatkontor i to år. 
Tidligt i sit liv stiftede han bekendtskab med blues, primært den rå lyd fra store amerikanske bluesorganister som Jimmy Smith, Jimmy McGriff og "Brother" Jack McDuff ("Rock Candy") samt Jerry Lee Lewis. Musikken spillede en central rolle i hans rock-karriere. Stilen med jazz-blues orgelet som disse musikere brugte i 1950'erne og 1960'erne, og særligt lyden af det let genkendelige hammondorgel (B3 og C3-modeller) samt kombinationen med Leslie-højttalere (den velkendte Hammond-Leslie højttaler kombination), var skelsættende påvirkninger. Efter at have set bandet Vanilla Fudge spille i Storbritannien i 1967 erklærede Lord, at han var stærkt påvirket af den orgel-baserede progressiv rock, som de spillede.

### Flytning til London
Lord flyttede til London i 1959-60, opsat på en skuespilkarriere og startede på Central School of Speech and Drama på Londons Swiss Cottage. Mindre roller fulgte, og Lord fortsatte med at spille klaver og orgel på natklubber og som sessionsmusiker for at tjene til føden. Han startede sin band-karriere i London i 1960 med jazzensemblet The Bill Ashton Combo. Bill Ashton blev en central personlighed inden for jazz-uddannelse i Storbritannien, idet han skabte, hvad senere blev til National Youth Jazz Orchestra. Mellem 1960 og 1963, skiftede både Lord og Ashton til Red Bludd's Bluesicians (også kendt som The Don Wilson Quartet). Sidstnævnte havde sangeren Arthur "Art" Wood som forsanger. Wood havde tidligere sunget med Alexis Korners Blues Incorporated, og var en ung personlighed i den britiske blues-bevægelse. I denne periode spillede Lord keybord på The Kinks single-hit med den stilskabende "You Really Got Me" fra 1964, som opnåede en førsteplads på de engelske hitlister.
Da Redd Bludds Bluesicians blev opløst i slutningen 1963, sammensatte Wood, Lord og trommeslageren Red Dunnage et nyt band kaldet The Art Wood Combo. Dette omfattede også Derek Griffiths (på guitar) og Malcolm Pool (basguitar). Dunnage forlod bandet i december 1964 og blev erstattet af Keef Hartley, der tidligere havde erstattet Ringo Starr i Rory Storm and the Hurricanes. Dette band, der senere blev kendt som "The Artwoods", fokuserede på orglet som rytmisk, blues-agtig kerne i deres lyd, i lighed med de samtidige bands The Spencer Davis Group (Steve Winwood på orgel) og The Animals (med Alan Price på orgel). De optrådte i BBCs radioprogram Saturday Club og i tv-programmer som Ready Steady Go!. De optrådte også i udlandet, og de var med til det første Ready Steady Goes Live, hvor de præsenterede deres første single; "Sweet Mary", der var en Leadbelly-sang. Den kommercielle succes opnåede de dog ikke endnu. Den eneste af deres sange, der nåede ind på hitlisterne var "I Take What I Want", der opnåede #28 den 8. maj 1966.
The Artwoods blev gendannet i 1967 under navnet "St. Valentinsdag Massacre". Dette var et forsøg på at komme med på 1930'er gangster-bølgen, som var sat i gang af den amerikanske film Bonnie og Clyde fra samme år. Hartley forlod bandet i 1967 for at slutte sig til John Mayall's Bluesbreakers. Herefter grundlagde Lord gruppen Santa Barbara Machine Head med Art Woods bror Ronnie Wood. Her skrev og spillede han tre stærke instrumentale numre med keyboardet i centrum, hvilket var en forsmag på fremtidens stil i Deep Purple. Kort tid efter tog Lord i studiet for at være stand in for keyboardspilleren Billy Davidson i "The Flower Pot Men". Her han mødte bassisten Nick Simper sammen med trommeslageren Carlo Little og guitaristen Ged Peck. Lord og Simper turnerede derefter med The Flower Pot Men i 1967 for at fremme hitsinglen "Let's Go To San Francisco". Hverken Lord eller Simper blev dog optaget i dette band.

### Dannelsen af Deep Purple
I begyndelsen af 1967 mødte Lord forretningsmanden Tony Edwards via sin værelseskammerat Chris Curtis fra The Searchers. Edwards var på udkig efter et sted at investere i musikbranchen. Sessionsguitaristen Ritchie Blackmore blev hentet ind, og han mødte Lord for første gang. Dog betød Chris Curtis' uberegnelige adfærd at trioen ikke førte til noget. Edwards var tilstrækkelig imponeret af Jon Lord til at bede ham danne et band, efter at Curtis var ude af billedet. Simper blev kontaktet, og Blackmore blev tilbagekaldt fra Hamburg. Den britiske top-trommeslager Bobby Woodman var det første valg på trommer, men i løbet af auditions til en forsanger, kom Rod Evans fra "The Maze" med sin egen trommeslager; Ian Paice. Blackmore, som var blevet imponeret af Paice trommespil, da han mødte ham i 1967, organiserede en audition til Paice også. Bandet blev i første omgang kaldt "Roundabout". I marts 1968 blev til første lineup af Deep Purple, ofte omtalt som "Mark 1" eller "Mk 1", dannet bestående af: Lord, Simper, Blackmore, Paice og Evans. Lord var også med til at danne bandet "Boz". Flere af deres sange blev produceret af Derek Lawrence. "Boz" inkluderede Boz Burrell (der senere kom med i King Crimson og Bad Company), Blackmore (guitarist), Paice (trommeslager), Chas Hodges (bassist)

## Deep Purple

### 1968–1970
I disse tre år opstod Lords karakteristiske keyboardspil. Han ignorerede udviklingen af Moog synthesizeren og begyndte i stedet at eksperimentere med keyboardlyden fra et hammondorgel.
Lords version var tungere end blues-lyden, og det indeholdt ofte distortion. Hammondorgelet leverede det rytmiske fundament, der supplerede Blackmores hurtige guitarspil. Lord var særlig vild med lyden fra et RMI 368 Elektrisk Piano og cembalo, som han brugte på sange som "Demon Eye" og "Space Truckin '". I 1973 gik Lords oprindelige C3 hammondorgel i stykker og han købte et andet af Christine McVie fra Fleetwood Mac. På omtrent samme tidspunkt begyndte Lord og hans keyboardtekniker, Mike Phillips at kombinere hans C3 hammondorgel med RMI-klaveret. Lord beholdt dette hammondorgel indtil han blev "pensioneret" fra bandet i 2002.
Ved at sende Hammond-Leslie lyden igennem en Marshall forstærker blev der skabt en tung mekanisk knurrende lyd, der kunne konkurrere med Blackmores guitarspil, med orglet ligeså fremtrædende som guitaren. En anmelder skrev "mange har forsøgt at efterligne Lords stil, og alle mislykkedes." Lord selv sagde "Der er en måde at spille anderledes på et hammondorgel. En masse mennesker begår den fejl at tro, at du kan spille på et hammondorgel med en klaverteknik. Det kan du godt, men det lyder som om du spiller et hammondorgel med klaverteknik. Man bliver virkeligt nødt til at lære at spille orgel. Det er en legatoteknik, det er en teknik til at opnå legato på et ikke-legatoinstrument". Fra begyndelsen af Deep Purples indspilninger virkede det som om Lord var leder af bandet, som først fik debut på Storbritanniens singlechart med albummet Concerto for Group and Orchestra  fra 1970. Lords vilje til senere at spille mange af de centrale rytmestemmer gav guitaristen frihed til at være mere frigjort både live og på plader. På Deep Purples andet og tredje album begyndte Lord at hengive sig mere til sin ambition om at blande rock med klassisk musik. Et tidligt eksempel på dette er sangen "Anthem" fra albummet The Book of Taliesyn (1968), men et mere fremtrædende eksempel er sangen "April" fra bandets selvbetitlede tredje album fra 1969. Sangen er indspillet i tre dele: første del har kun Lord og Blackmore på henholdsvis keyboard og akustisk guitar. Anden del er et orkesterværk arrangement komplet med strygere; og på tredje del medvirker hele rockbandet inklusiv vokal. Lords ambitioner forbedrede hans ry blandt andre musikere, men forårsagede samtidig spændinger i gruppen. Blackmore indvilligede dog i at medvirke til Lords eksperimenter, forudsat han fik sin vilje på bandets næste album.
Det resulterede i Concerto For Group and Orchestra (fra 1969), som var et af rockens tidligste forsøg på at smelte to forskellige musikalske idiomer. Det blev spillet live i Royal Albert Hall den 24. september 1969 (med de to nye bandmedlemmer Ian Gillan og Roger Glover efter at Evans og Simper var blevet fyret) og blev optaget af BBC og senere udgivet som et album. Concerto For Group and Orchestra gav Deep Purple deres første forsmag på mainstream popularitet, og det gav Lord tillid til at hans eksperimenter og hans kompositoriske dygtighed havde en fremtid. Det gav samtidig mulighed for at Lord arbejdede sammen med etablerede klassiske personligheder, såsom dirigent Sir Malcolm Arnold (adlet i 1993), der bidrog med sine tekniske evner ved at hjælpe Lord med partiturarbejdet, samt at beskytte ham fra den uundgåelige foragt af de ældre medlemmer af orkestret.

### 1970-1976

#### Med Deep Purple
Deep Purple begyndte at arbejde på Deep Purple in Rock, der blev udgivet på deres nye pladeselskab Harvest i 1970. Albummet er nu anerkendt som et af de vigtigste værker inden for den tidlige hårde rock.  Lord og Blackmore prøvede at udkonkurrere hinanden på numrene. Ofte i klassisk stil i midtersektionen med 'kald og svar' improvisation (på numre som "Speed King"), noget de gjorde med stor succes live. Ian Gillan udtalte, at Lord kom med idéen til det primære orgel-riff på "Child in Time", selvom det også var baseret på It's a Beautiful Days psykedeliske sang "Bombay Calling", der var et hit i 1969. Lords eksperimenterende solo på "Hard Lovin' Man" (komplet med politisirene interpolation) på albummet var hans personlige favorit blandt hans Deep Purple studieoptrædener.
Deep Purple fik udgivet en række albums fra 1971 til 1975, først med albummet Fireball , hvor bl.a. titelnummeret blev et hit. I denne periode indtraf nogle af højdepunkterne i Lords arbejde i Deep Purple, som omfatter albummet Machine Head fra 1972, der inkluderer hans rytmiske melodi på "Smoke on the Water", som er blevet omtalt som indeholdende ”Rockhistoriens mest berømte riff”.  Også numre som "Space Truckin", orgelsoloer på "Highway Star" og "Lazy", den bombastiske del af livealbummet Made in Japan ligeledes fra 1972, en udvidet, effekt-belæsset solo på "Rat Bat Blue" fra Who Do We Think We Are (1973) og hans musikalske bidrag til Burn-albummet fra 1974 hører til højdepunkterne. Roger Glover beskrev senere Lord som en sand "Zen-archer solist", en person, hvis bedste keyboardimprovisation ofte kom i første forsøg. Lords strenge afhængighed af C3 hammondorgellyden, i modsætning hans samtidige kolleger, der sværgede til synthesizereksperimenter, placerer ham i jazz-blueskategorien som bandmusiker og langt fra den progressive rock-lyd som Keith Emerson og Rick Wakeman frembragte. Lord vovede sig sjældent over i synthesizer-området på Deep Purples albums. Ofte begrænsede hans eksperimenter sig til brugen ringmodulater med hammondorgel for at give live-optrædener på numre som "Space Truckin'" en karakteristisk "spacey" lyd. Sjældne tilfælde af hans brug af synthesizer under Deep Purple-perioden (senere inklusive Minimoog og andre Moog-synthesizere) inkluderer "'A' 200", det sidste spor fra Burn og "Love Child" på Come Taste the Band'-albummet.
I begyndelsen af 1973 udtalte Lord:
Vi er lige så ægte som noget af Beethoven. (NME, marts 1973)
Gillan og Glover forlod bandet i 1973 efter yderligere interne spændinger, og blev herefter reorganiseret med den indtil da ukendte David Coverdale på vokal og Glenn Hughes på bas. Stridigheder om den musikalske strid medførte at Blackmore forlod bandet i 1975, hvorefter det gik i opløsning i 1976. 
Lord fortsatte med at fokusere på sine klassiske ambitioner samtidig med sin Deep Purple-karriere. Hjulpet godt på vej af succesen Concerto For Group and Orchestra, bestilte BBC ham til at skrive endnu et stykke, hvilket resulterede i "Gemini Suite", der blev opført af Deep Purple og Light Music Society under Malcolm Arnold på Royal Festival Hall i september 1970 og derefter i München med Münchens Kammerorkester dirigeret af Eberhard Schoener i januar 1972. Det blev grundlaget for Lord første soloalbum, Gemini Suite, der blev udgivet i november 1972 med vokal af Yvonne Elliman og Tony Ashton og London Symphony Orchestra, der også omfattede Albert Lee på guitar.

#### Med andre konstellationer
Lord samarbejdede med den stærkt eksperimenterende og opmuntrende Schoener, hvilket resulterede i en anden live opførsel af Gemine Suite ved udgangen af 1973 og endnu et nyt Lord album med Schoener, der fik titlen Windows og blev udgivet i 1974. Det viste sig at blive Lords mest eksperimenterende arbejde og blev modtaget med blandede reaktioner. Flirten med Bach på Windows og fornøjelse ved at samarbejde med Schoener resulterede i måske Lords mest overbevisende soloarbejde og måske hans stærkeste orkester album, Sarabande, indspillet i Tyskland i september 1975, sammen med Philharmonia Hungarica endnu engang dirigeret af Schoener.
Dette album består af otte stykker (fra åbningens fejende af fantasia til finalen), mindst fem stykker er opbygget på samme måde som den typiske konstruktion af barok suite. De vigtigste stykker (Sarabande, Gigue, Bouree, Pavane og Caprice) er rigt suppleret af orkestret og undertiden ved interpolation af rock-temaer, der spilles af en mindre gruppe bestående Pete York, Mark Nauseef og Andy Summers, hvor Lord spiller orgel og synthesizer.
I marts 1974 havde Lord og Paice samarbejdet med vennen Tony Ashton på First of the Big Bands, krediteret "Ashton & Lord", og det byder på et rigt udvalg af forskellige sessionsmusikere, heriblandt Carmine Appice, Ian Paice, Peter Frampton og Pink Floyd saxofonisten Dick Parry. De optrådte med meget af settet live på London Palladium i september 1974.
Dette dannede grundlag for Lords første post-Deep Purple-projekt kaldet Paice Ashton Lord, der kun varede et år, og fostrede et enkelt album, Malice in Wonderland fra 1977. Herefter skabte han en uformel gruppe af venner og samarbejdspartnere, herunder Ashton, Paice, Bernie Marsden, Boz Burrell og senere, Bad Companys Mick Ralphs, Simon Kirke og andre. I samme periode var Lord gæsteoptrædende på albums af Maggie Bell, Nazareth og endda på folkemusikeren Richard Digance. Ivrig efter at afbetale en enorm skattegæld ved sin tilbagekomst til Storbritannien i slutningen af 1970'erne (Deep Purples udskejelser omfattede deres egne tourjet og et hus Lord havde lejet i Hollywood af skuespillerinden Ann-Margret), sluttede Lord sig til det tidligere Deep Purple-medlem David Coverdales nye band, Whitesnake i august 1978. Paice sluttede sig efterfølgende til dem i 1980 og var med indtil 1982. Whitesnake var en fortsættelse af den musikalske stil introduceret i Paice Ashton Lord og var inspireret af navn og omslag fra Lords album Sarabande fra 1975.

## Whitesnake ( 1978–1984)
Lords job i Whitesnake var stort set begrænset til at give "farve" (eller i hans egne ord, en "glorie") for at afrunde en blues-rock lyd, der allerede var skabt af de to frontguitarister, Bernie Marsden og Micky Moody. Han tilføjede et elektrisk Yamahaflygel til sit sceneset-up, og endelig en stor mængde synthesizere venligst udlånt af Moog (Minimoog, Opus, Polymoog), så han kunne spille 12-takter blues, som bandet ofte krævede og efterligne strengesektioner og andre effekter. Dette varierede arbejde er tydeligt på numre som "Here I Go Again", "Wine, Women and Song", "She's a Woman" og "Till the Day I Die". En række af singlerne opnåede placeringer på den britiske hitliste, hvilket regelmæssigt fik den nu over 40-årige Jon Lord med i Top of the Pops mellem 1980 og 1983. Han har senere udtrykt frustration over, at han var en dårligt betalt musiker i Whitesnake. Hans utilfredshed, samt Coverdales iver efter at forny bandets line-up og sænke gennemsnitsalderen for at hjælpe med at komme ind på det amerikanske marked, banede vejen for gendannelsen af Deep Purple Mk II i 1984.
Jon Lord sidste koncert med Whitesnake fandt sted i det svenske tv-program Mandagsborsen den 16. april 1984.
I løbet af sin tid i Whitesnake havde Lord mulighed for at indspille to tydeligt forskellige solo albums. Before I Forget fra 1982 havde en stort set konventionel otte-sangs line-up, ingen orkester og med hovedparten af sangene værende enten mainstream rock-numre ("Hollywood Rock And Roll", "Chance på en følelse") eller - specielt på side to - en række meget klassiske engelske klaverballader sunget af mor og datter duoen Vicki Brown og Sam Brown (kone og datter af entertainer Joe Brown) og sangeren Elmer Gantry. Albummet kunne også prale af cremen indenfor britiske rocktalenter, herunder trommeslager (og National Youth Jazz Orchestra alumne) Simon Phillips, Cozy Powell, Neil Murray, Simon Kirke, Boz Burrell og Mick Ralphs. Lord brugte synthesizere mere end nogensinde før, hovedsageligt for at bevare en intimitet i forhold til materialet og skabe en jam-lignende atmosfære med gamle venner som Tony Ashton.
Desuden blev Lord bestilt af producer Patrick Gamble fra Central Television til at skrive soundtracket til deres tv-serier, Country Diary of en Edwardian Lady fra 1984, baseret på bogen af Edith Holden. Det blev til et album med et orkester dirigeret af Alfred Ralston og med en række blide og pastorale melodier komponeret af Lord. Lord blev etableret som et fast medlem af den britiske rocks "Oxfordshire mansion aristokrati" - med et hjem kaldet "Burntwood", komplet med et håndmalet Challen Baby-flygel, der tidligere var ejet af Shirley Bassey. Han blev bedt om at være gæst på albums af vennen George Harrison (Gone Troppo fra 1982) og Pink Floyds David Gilmour (About Face fra 1984), Cozy Powell (Octopus fra 1983), og til at spille på en udgave af Kenneth Grahames klassiske Vinden i Piletræerne. Han komponerede og producerede også partituret til filmen White Fire fra 1984, som hovedsageligt bestod af to sange udført af Limelight. I 1985 lavede han en kort optræden som medlem af The Singing Rebels band (som også inkluderede Eric Clapton, George Harrison og Ringo Starr) i filmen Water fra 1985, der er skrevet af Dick Clement og Ian Le Frenais og udgivet af produktionsselskabet Handmade Films.
I 1980'erne var han også medlem af et all-star band kaldet Olympic Rock & Blues Circus med frontmanden Pete York og et skiftende line-up, der bl.a. bød på Miller Anderson, Tony Ashton, Brian Auger, Zoot Money, Colin Hodgkinson, Chris Farlowe og mange andre. Olympic Rock & Blues Cirkus turnerede primært i Tyskland mellem 1981 og 1989. Lord var blandt de musikere, der deltog i Yorks TV musical Superdrumming mellem 1987 og 1989.

## Senere arbejde 1984-2006
I 1984 blev Deep Purple gendannet sammen med Lord, hvilket resulterede i store horder af publikummer til den gendannede Mk II line-up. Dette inkluderede den næstmest sælgende turné i USA og en optræden foran 80.000 regnvåde fans som hovednavn til Knebworth den 22. juni 1985, der kom for at støtte Perfect Strangers albummet. Den nye og yngre sammensætning i Deep Purples Mk II line-up (samt lidt hjælp fra sundhedseksperter for at få Lord i form), samt at det at være på scenen og i studiet igen med Blackmore, gav Lord mulighed for endnu engang at presse sig selv. Hans klassiske "rubato"-åbningssekvens på albummets første spor "Knocking at Your Back Door" (komplet med en sekvens med flerstemmig korharmoni fra F-dur til G) gav Lord chancen for at udføre sit mest kraftfulde arbejde i flere år, herunder sangen "Perfect Strangers". Yderligere Deep Purple-albums fulgte, ofte af varierende kvalitet og med blandet succes, og ved slutningen af 1990'erne, var Lord opsat på at udforske nye veje i sin musikalske karriere.
I 1997 indspillede han sit måske mest personlige album kaldet Pictured Within. Det blev udgivet i 1998 og han tog efterfølgende på turne i Europa for at promovere det. Lords mor Miriam var død i august 1995 og albummet bærer præg af dette ide det indeholder alle stadier af Lord sorg. Det blev i vid udstrækning indspillet i Lords "andet hjem" i byen Köln og albummets temaer er bl.a. påvirket af Edgar Elgar. Lord skrev kontrakt med Virgin Classics for at udgive det, og så det måske som den første etape i sin eventuelle afsked med Deep Purple med mulighed for starte en mere afdæmpet og langt mere rolig solokarriere. En af sangene fra Pictured Within, "Wait A While", blev senere udgivet i en coverversion af norske sangerinde Sissel Kyrkjebø på hendes album My Heart fra 2003 (i Norge) og 2004 (i USA). Lord forlod Deep Purple endeligt i 2002, Kort efter pådrog han sig en knæskade, som helede af sig selv uden kirurgi. Han sagde senere, "At forlade Deep Purple var lige så traumatisk som jeg altid havde haft mistanke om, at det ville være, hvis ikke mere - hvis du forstår hvad jeg mener". På sit soloalbum Beyond the Notes fra 2004 dedikerede han sangen "De Profundis" til sin afsked med bandet. Albummet blev indspillet i Bonn med producer Mario Argandoña mellem juni og juli 2004.
Pictured Within og Beyond the Notes er de mest personlige værker af Lord, og sammen har de en meget klar musikalsk lyd, der er indbegrebet af hans musik, hvilket hans tidligere soloarbejde måske mangler. Langsomt fik Lord opbygget en lille, men betydelig fanbase i Europa. Lord spillede klaver på George Harrisons posthume album Brainwashed udgivet i 2002.
I 2003 vendte han tilbage til sin R'n'B/blues-arv for at indspille et album i Sydney, Australien med australieren Jimmy Barnes. Det fik titlen Live in the Basement og blev indspillet af Jon Lord og Hoochie Coochie Men. Lord støttede også Sam Buxton Sunflower Jam Healing Trust, og i september 2006 spillede han en velgørenhedskoncert ledet af Ian Paices kone, Jackie (tvillingesøster Lords kone Vicky). Udover Lord deltog Paul Weller, Robert Plant, Phil Manzanera, Ian Paice og Bernie Marsden i denne koncert.
Han samarbejdede med den tidligere ABBAmedlem Anni-Frid "Frida" Lyngstad, der også var ven af familien. Sammen indspillede de nummeret "The Sun Will Shine Again" i 2004 med tekst skrevet af Sam Brown. Lord og Frida optrådte efterfølgende rundt omkring i Europa med det. Han spillede også en del europæiske koncerter med orkesterværket Boom of the Tingling Strings, der havde premiere i 2007.

## 2006 og frem
To Lord kompositioner, Boom of the Tingling Strings og ""Disguises (Suite for String Orchestra)" blev optaget i Danmark i 2006 og udgivet i april 2008 på EMI. Begge blev indspillet sammen med Odense Symfoniorkester og dirigeret af Paul Mann. Derudover blev endnu et album indspillet med Hoochie Coochie Men i juli 2006 i London. Dette album, kaldet Danger – White Men Dancing, blev udgivet i oktober 2007. Hans Durham Concerto, der var bestilt af Durham University til 175-års jubilæet, havde verdenspremiere den 20. oktober 2007 i Durham Cathedral med Royal Liverpool Philharmonic Orchestra, og havde både solister, Lord på hammondorgel, Kathryn Tickell på Northumbrian piben, Matthew Barley på cello og Ruth Palmer på violin. Det blev et hit i Classic FMs "Hall of Fame", ligesom hans Boom of the Tingling Strings.
Lord var en nær ven af John Mortimer, som han havde ledsaget ved mange lejligheder under Mortimers forestillinger om "Mortimer Miscellany". Lord udgav sit soloalbum To Notice Such Thingsden 29. marts 2010. Det havde navn efter hovedværket - en suite i seks dele for solo fløjte, klaver og strygeorkester - og albummet var inspireret af, og var dedikeret til, mindet om Jons kære ven Sir John Mortimer, der var en engelsk advokat, dramatiker, manuskriptforfatter, forfatter og skaber af den britiske tv-serie Rumpole of the Bailey, der døde i januar 2009. På den første dag efter frigivelsen kom det ind på Amazons Movers And Shakers index, hvor det endte som nr. 12 i slutningen af dagen. Seks dage senere kom det ind på Storbritanniens officielle klassiske hitliste som nr. 4. Lord var blevet bestilt til at komponere en koncert for hammondorgel og orkester med særlige dele til pauker. Stykket skulle have premiere med Oslo Filharmoniske Orkester med Tom Vissgren på pauker i Oslo, Norge i foråret 2012. Sammen med Vladimir Ashkenazy og Josef Suk, var Lord en af de tre kunstneriske sponsorer af Toccata Classics.
I 2011 udkom DVD'en With Pictures, som indeholder musikalske klip og en række interviews med Lord. Her fortæller han
"med varme, dedikation og ydmyghed, garneret med herlige anekdoter (bl.a. fra rock-mod-klassisk-krigen i 60'ernes England) og britisk humor, når det er bedst." 
Indtil starten af juli 2012 havde han arbejdet på materiale med den nyligt dannede rock- Supergruppe WhoCares, der også havde Ian Gillan fra Deep Purple som sanger, guitarist Tony Iommi fra Black Sabbath, anden guitarist Mikko Lindström fra HIM, bassisten Jason Newsted, der tidligere havde været en del af Metallica og trommeslageren Nicko McBrain fra Iron Maiden. Tidligere samme måned havde Lord aflyst en optræden med sin Durham Concerto i Tyskland. Ifølge hans hjemmeside var det pga. medicinsk behandling.

## Familie
Lords første ægteskab var med Judith Feldman og varede fra 1969 til 1981. Jon og Judith fik en datter. Dernæst blev Lord gift med Vickie Gibbs Lord, hvis tvillingesøster, Jackie, var gift med Ian Paice. Jackie og Vickie var døtre af Frank Gibbs, der ejede Oakley House Country Club i Brewood, South Staffordshire. Jon og Vickie havde også en datter.

## Død
I 2011 fandt Lord ud af at han havde pancreascancer. Han døde den 16. juli 2012 på London Clinic efter at have lidt af lungeemboli.
Efter at have hørt om Lords død, udtalte Richard Jones af walisisk band Stereophonics "Deep Purple in Rock var det første album jeg købte, RIP Jon Lord". Geezer Butler fra Black Sabbath skrev "En af de store musikere fra min generation," mens jazzmusikeren Jamie Cullum sagde "RIP Jon Lord - en helt af tangenterne". Rock-guitarist Tom Morello udtalte "Deep Purples hjørnesten/keyboardspiller. Så mange store store sange, og hans utrolige LYD!" Tidligere keyboardspiller i rockbandet Yes, Rick Wakeman, der var en ven af Lord, sagde at han var "en stor fan" og tilføjede "Vi skulle til at skrive og indspille et album, før han blev syg. Hans bidrag til musik og til klassisk rock var utrolig, og jeg vil savne ham frygteligt." The Kinks skrev på deres hjemmeside: "RIP Jon Lord. En fantastisk pianist og komponist. Han spillede keyboard på "You Really Got Me" med The Kinks. En legende". Dee Snider fra heavy metal bandet Twisted Sister tweetede: "Hvilken utrolig musiker og en sand gentleman. Vi mistede en stor personlighed.". Slash, tidligere guitarist i Guns N' Roses, udtalte, "En af de største, sejeste, tungeste i heavy metal. One of a kind."
Sangeren Bryan Adams skrev online, "RIP Jon Lord - utrolig organist fra Deep Purple, et af mine favoritbands da jeg voksede op", mens veteranen DJ'en Bob Harris sagde "En gentleman". Skuespilleren Ewan McGregor tweetede, "Jon spillede med min gode ven Tony Ashton. De vil jamme deroppe nu!"
Sangerinden Anni-Frid Lyngstad fra ABBA, som beskrev Jon Lord som hendes "kæreste ven", hyldede ham ved 2013-udgaven af Zermatt Unplugged, den årlige musikfestival, som de begge var mæcener for. "Han var yndefuld, intelligent, høflig, med en stærk integritet," sagde hun. "(Han) havde en stærk empati og en stor portion humor for sine egne og andres svagheder."
National Turk kommenterede, "Hvert barn, der får en guitar lærer hurtigt at spille guitar riffs på "Smoke on the Water". Men lytterne skal være lige så opmærksomme på de fede, tilfredsstillende akkorder fra Jon Lords orgel, en kraft, som gav Blackmores ikoniske akkorder deres ideelle svar."

## Diskografi

### Santa Barbara Machine Head
- 1968 Blues Anytime Vol. 3 ("Porcupine Juice", "Albert", "Rubber Monkey")
- 1969 An Anthology of British Blues Vol. 2
- 2002 Pre-Purple People ("Porcupine Juice", "Albert", "Rubber Monkey")

### Solo og orkesterarbejde med Deep Purple
- 1969 Concerto for Group and Orchestra (med Deep Purple)
- 1971 The Last Rebel (with Ashton, Gardner & Dyke) – filmsoundtrack
- 1972 Gemini Suite
- 1974 First of the Big Bands (med Tony Ashton)
- 1974 Windows (med Eberhard Schoener)
- 1974 Rock Meet Classic (med Eberhard Schoener)
- 1976 Sarabande
- 1977 Malice in Wonderland (album) med Paice, Ashton & Lord
- 1982 Before I Forget
- 1984 Country Diary of an Edwardian Lady (med Alfred Ralston) – tv-serie soundtrack
- 1993 Gemini Suite Live (med Deep Purple)
- 1993 First of the Big Bands - BBC Live in Concert 1974 (med Tony Ashton)
- 1996 The Best (opsamling)
- 1998 Pictured Within
- 2000 In Concert with the London Symphony Orchestra (medDeep Purple)
- 2003 Jon Lord With Pictures (DVD dokumenter)
- 2004 Beyond The Notes
- 2004 Beyond The Notes Live (DVD)
- 2008 Boom of the Tingling Strings
- 2008 Durham Concerto
- 2010 To Notice Such Things[17]
- 2011 Jon Lord Blues Project Live
- 2011 Jon Lord Live (Bucharest 2009)
- 2012 Concerto for Group and Orchestra (nyt studio version)

### Med The Hoochie Coochie Men
- 2003 Live at the Basement
- 2007 Danger. White Men Dancing

### Andet arbejde
- 1964 Kinks (The Kinks, "You Really Got Me")
- 1967 Sound & Movement (The Leading Figures)
- 1968 I Shall Be Released/Down in the Flood (Boz Burrell, SP)
- 1968 Sundragon (Sundragon)
- 1968 Madena/Standing Still (Anan, SP)
- 1972 What a Bloody Long Day It's Been (Ashton, Gardner & Dyke, "The Falling Song" – strings arr.)
- 1974 Rampant (Nazareth, "Glad When You're Gone", "Shanghai'd in Shanghai")
- 1975 American Blues Legends 1975 ("Biscuit Bakin' Mama", "Bury Me Back in the USA" - recorded live in London, 1975)
- 1976 Wizard's Convention (Eddie Hardin)
- 1978 More Than Meets the Eye (Joe Breen)
- 1979 Commercial Road (Richard Digance)
- 1979 And About Time Too (Bernie Marsden])
- 1980 Look at Me Now (Bernie Marsden)
- 1981 Line-Up (Graham Bonnet, "Don't Stand in the Open")
- 1982 Gone Troppo (George Harrison, "Circles")
- 1983 Octopuss (Cozy Powell)
- 1984 About Face (David Gilmour)
- 1985 Wind in the Willows (Eddie Hardin)
- 1986 Detroit Diesel (Alvin Lee, "Ordinary Man", "Let's Go")
- 1989 Super Drumming Folge 1 & 2 (Pete York)
- 1990 Rock Aid Armenia – The Earthquake Album ("Smoke on the Water '90")
- 1990 About Love and Life (Vicki Brown, "We Are One")
- 1990 April Moon (Sam Brown, "Contradictions")
- 1990 Pete York Presents Super Drumming Volume 3 ("I Got Rhythm", "Heavy Ravel", "Gemini – Voice", "Windows")
- 1992 Cherkazoo & Other Stories (Ian Gillan, archival recordings 1972–74)
- 1992 Wind in the Willows – A Rock Concert (Eddie Hardin, recorded live 1991, DVD 2003)
- 1992 The Drums Are Back (Cozy Powell, "The Rocket", "The Legend Of The Glass Mountain")
- 1992 Zoom (Alvin Lee, "Real Life Blues", "Wake Up Moma")
- 1994 Carnival of Light (Ride, "Moonlight Medicine")
- 1994 How Does It Feel to Feel (Ride, EP, "Journey to the End of Universe")
- 1995 Still a Few Pages Left (Hardin & York, "Stuck On You")
- 2002 Brainwashed (George Harrison, "Brainwashed")
- 2003 Live At The Basement (med The Hoochie Coochie Men)
- 2003 Bluesheart (Miller Anderson, "Help Me", "Runnin' Blues")
- 2005 Legends of Rock – 50 Jahre Rock (CD/DVD, live for ZDF 2004)
- 2005 Min Jul (Maria Arredondo, arrangements)
- 2006 Gillan's Inn (Ian Gillan, "When A Blind Man Cries", "Demon's Eye", "Smoke On The Water")
- 2007 Danger, White Men Dancing (med The Hoochie Coochie Men)
- 2008 Army of One (Espen Lind, "Sweet Love", "The Music Takes You There")
- 2009 Endangered Species – Live At Abbey Road 2000 (Tony Ashton & Friends, CD/DVD)
- 2009 Childline Rocks 2009 (Ltd. Ed., "Pictured Within", "Child in Time", "You Keep On Moving")
- 2010 Stay Tuned (Bernhard Welz, "Child In Time")
- 2011 Dance (The Smith Quartet, writer of "Zarabanda Solitaria")
- 2011 Out of My Mind (WhoCares, charity CD single)
- 2011 The Odyssey, Live (David Bedford, archive performance from 1977)

### Film og TV
- 1985 Water, HandMade Films, (som sig selv på "The Singing Rebels' Band")
- 1991 Deep Purple – Heavy Metal Pioneers (Warner, interview)
- 1995 Rock Family Trees, ep. 'Deep Purple' (BBC, interview)
- 2002 Classic Albums, ep. 'Deep Purple – Machine Head' (ITV, interview)
- 2004 The South Bank Show, ep. 'Malcolm Arnold – Toward the Unknown Region' (ITV, interview)
- 2007 Ian Gillan – Highway Star: A Journey in Rock (interview)
- 2009 John Mortimer – A Life in Words (BBC, interview)
- 2009 Soul To Song, ep. 'Smoke On The Water' (Japanese TV, interview)
- 2010 Heavy Metal Britannia (BBC, interview)
- 2010 I'm in a Rock n' Roll Band, ep. 'The Other One' (BBC, interview)
- 2011 Metal Evolution (SkyArts, interview)
- 2011 How the Brits Rocked America (BBC, interview)

### Musikvidoer (med Whitesnake Deep Purple)
- 1968 Hush
- 1969 Hallelujah
- 1970 Black Night
- 1970 Speed King
- 1971 Into The Fire
- 1971 Fireball
- 1971 Demon's Eye
- 1971 No No No
- 1972 Highway Star
- 1972 Never Before
- 1978 The Time is Right for Love
- 1978 Day Tripper
- 1979 Long Way From Home
- 1980 Fool For Your Loving
- 1981 Don't Break My Heart Again
- 1981 Would I Lie To You
- 1982 Here I Go Again
- 1984 Give Me More Time
- 1984 Guilty of Love
- 1984 Slow & Easy
- 1984 Love Ain't No Stranger
- 1985 Perfect Strangers
- 1985 Knocking at Your Back Door
- 1985 Under the Gun
- 1985 Nobody's Home
- 1987 Bad Attitude
- 1987 Call of the Wild
- 1988 Hush '88
- 1991 King of Dreams
- 1991 Love Conquers All
- 1996 Sometimes I Feel Like Screaming